# Al-Mina'a SC Bàssora
L'Al-Mina'a SC Bàssora (àrab: نادي الميناء الرياضي, Nādī al-Mīnāʾ ar-Riyāḍī, ‘Club Esportiu del Port’) és un club de futbol iraquià de la ciutat de Bàssora. Al-Mina'a significa ‘el Port’.

## Història
El club va ser fundat l'any 1931. Fou el primer club de fora de Bagdad en guanyar la lliga iraquiana de futbol, l'any 1978.

## Palmarès

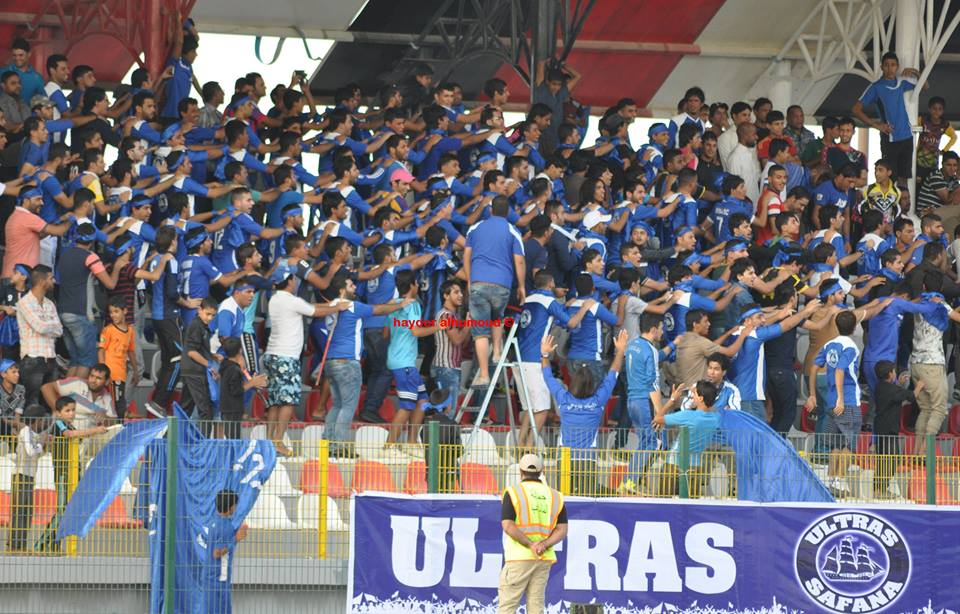
Seguidors durant un partit el 2014.

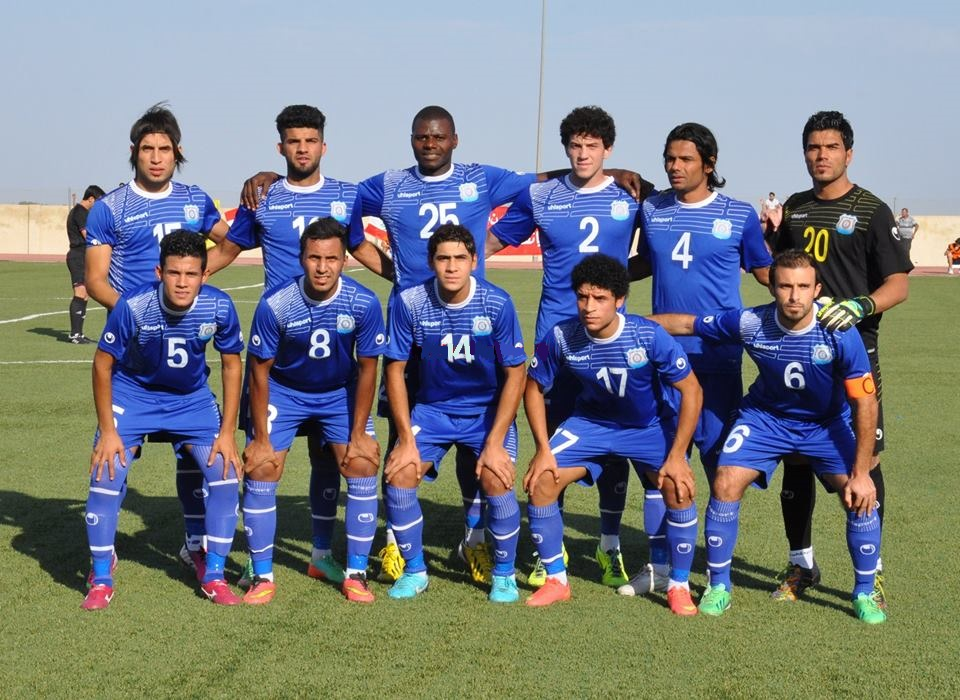
Al-Minaa en un partit el 2014.

- Lliga iraquiana de futbol:[1]
  - 1978

|  |  |